# گیرمو تورس کروانتس
جویلرمو تورس کروانتس (به انگلیسی: Guillermo Torres) زاده ۱۹ اوت ۱۹۸۶ است. او کشتی گیر کشور مکزیک است.